# Turhan Selçuk
Turhan Selçuk (* 1922 in Milas; † 11. März 2010 in Istanbul) war ein türkischer politischer Karikaturist. Er gilt als einer der bekanntesten und bedeutendsten Karikaturisten der Türkei und Begründer der modernen Richtung der türkischen Karikatur. Aufgrund seines Zeichenstils wird er als „Türkischer Picasso der Karikatur“ bezeichnet.

## Kurzbiografie
Seine erste Karikatur veröffentlichte er im Jahr 1941 in einigen Regionalzeitungen in Adana und Istanbul. 1943 gründete er das Humorblatt Akbaba. 1951 wurden seine Werke zum ersten Mal ausgestellt. Kurze Zeit danach gründete er die Satirezeitschrift .41 Bucuk. Seit 1954 finden sich regelmäßig Arbeiten von Selçuk in überregionalen Tageszeitungen der Türkei (u. a. Aydede, Yon, Devrim Ornegi, Yeni istanbul, Milliyet, Akşam), wo er teilweise Chefkarikaturist war. Durch die Abenteuer der von ihm geschaffenen liebenswürdig-skurrilen Figur des „Abdül Canbaz“ (typischerweise mit einem Hochrad unterwegs) wurde er in der Türkei sehr bekannt und beim Lesepublikum beliebt. Durch seine Ausstellung „Menschenrechte“ im Jahr 1992 stieg auch seine internationale Bekanntheit. 
Selçuk wurde wegen seiner Gesellschaftskritik in der Türkei wiederholt zensiert, inhaftiert, gefoltert und bis zu seinem Tod mit mehreren Gerichtsverfahren überzogen. Außerhalb der Türkei wurde ihm zweimal die Ehrendoktorwürde verliehen und er erhielt zahlreiche nationale und internationale Preise u. a. den Sedat-Simavi-Preis für Bildende Kunst (1984). Seine Werke sind in mehreren Museen zu finden, so in den USA, Kanada und Europa.
Ab 1958 war Selçuk mit der Schriftstellerin Füruzan verheiratet.
Sein Bruder war der Journalist İlhan Selçuk. Beide wurden gemäß ihrem Testament zusammen nahe der Hadschi-Bektasch-Türbe begraben.

## Ausstellungen in Deutschland
„Jenseits der Propaganda. Werke des türkischen Karikaturisten Turhan Selçuk“.
Ausgestellt seit mehreren Jahren, unter anderem 2006 im Art Center Berlin, 2008 aus Anlass der Frankfurter Buchmesse in der Universitätsbibliothek Johann Christian Senckenberg, anschließend in Marburger Rathaus, Offenbacher Rathaus und in der Niederlassung des Goethe-Institutes in Schwäbisch Hall.

## Veröffentlichungen
- Önce çizgi vardı …: "çizgide 60. yıl". İstanbul: Cumhuriyet Kitapları, 2003, ISBN 975-6747-49-8
- Karikatürk '97: karikatür albümü. İstanbul: Karikatürcüler Derneği Yayınları, 1997, ISBN 975-7781-17-7
- Rıfat Ilgaz (Text), Turhan Selçuk (Illustrationen): Hababam sınıfı. Istanbul: Çınar Yayınları, 1992, ISBN 975-348-022-9
- Rıfat Ilgaz (Text), Turhan Selçuk (Illustrationen): Hababam Sınıfı İcraatın İçinde. İstanbul: Çınar Yayınları, 1991
- İnsan hakları (dt.: „Menschenrechte“) (Schriftenreihe: Kültür Bakanlığı yayınları; 1763 = İnsan hakları dizisi; 3). Ankara, 1995, ISBN 975-17-1556-3
- Salâh Birsel (Text), Turhan Selçuk (Illustrationen): Hacivatın karısı: şiirler (Schriftenreihe: SHD kitapları şiir özel baskıları; 3), Ankara: Seçilmiş Hikâyeler Dergisi Kitapları, 1955
- Server Tanilli (Übersetzung), Turhan Selçuk (Illustrationen): Voltaire: Kandid ya da iyimserlik (Türkische Ausgabe von Voltaires „Candide oder der Optimismus“), Istanbul: Cem, 1994, ISBN 975-406-509-8